# Білл Гросс
Вільям Хант Гросс (англ. William Hunt Gross; нар. 13 квітня 1944) — американський фінансист, один із засновників Pacific Investment Management (PIMCO), народився 13 квітня 1944 року в невеликому місті Міддлтаун, штат Огайо, головну роль в житті якого грала сталеливарна компанія American Rolling Mill Co., Armco. Батько Білла Сьюелл Гросс (Sewell «Dutch» Gross) працював в цій компанії як менеджер по збуту, мати Ширлі була домогосподаркою.
У 1954 році Гросс-старший був переведений Armco в Сан-Франциско з метою просування компанії на швидко зростаючі ринки Каліфорнії і Японії. Білл був вражений розмірами цього міста, який видався йому іншим всесвітом.
У 1962 році Білл Гросс отримав стипендію від університету Duke University в Даремі, штат Північна Кароліна. Білл Гросс постійно винаходив різні схеми заробляння коштів. Одного разу він організував тоталізатор і виступив в ролі букмекера, заробивши близько $ 100; іншим разом сформував команду з трьох осіб для гри в покер, названу ним «Синдикат», розраховуючи, що, граючи спільно і розподіляючи ризик, гравці зможуть збільшити свої доходи.
Його фінансова кар'єра почалася в Лас-Вегасі, біля стійки для гри в блекджек. Вперше він зіткнувся з казино влітку 1965 року, підробляючи оператором грального автомата в одному з містечок штату Невада за $ 5 на годину. Білл Гросс був зачарований ідеями Торпа, професора математики Каліфорнійського університету, і як тренування зіграв тисячі партій сам проти себе. Закінчивши коледж у травні 1966 року і отримавши ступінь бакалавра, він відправився в Лас-Вегас, маючи в кишені $ 200, оселився в Indian Hotel, де номер коштував $ 6 за ніч і став грати по 16 годин на день. Через чотири місяці $ 200 перетворилися на $ 10000. Це були його перші справжні гроші.
Демобілізувавшись з військової служби наприкінці 1969 р., Гросс використав свій картковий виграш для навчання в бізнес-школі для випускників вищих навчальних закладів (Graduate School of Business Administration) при Каліфорнійському університеті в Лос-Анджелесі. До того часу він прочитав другу книгу Торпа під назвою «Переможи ринок» («Beat the Market»), видану в 1967 році, і мріяв зробити кар'єру, розробляючи стратегії інвестування на ринку акцій.
Білл Гросс швидко зрозумів, що ніколи не заробить великих грошей на облігаціях, якщо буде просто «стригти купони». Були потрібні капітальні прибутки, одержувані крім відсотків: сумарний дохід. Він повинен був стати трейдером, а не інвестором в стилі «купувати і тримати». Незабаром методи Білла Гросса привернули увагу Уолтера Джеркена (Walter Gerken), який очолював інвестиційний підрозділ Pacific Mutual Life Insurance.
У 1987 році, Білл Гросс відкрив свій головний фонд — Total Return Fund.
Білл Гросс управляє найбільшим в Америці облігаційним фондом з офісу в Ньюпорт-Біч, штат Каліфорнія, розташованому в тисячах кілометрів від Wall Street. Його робочий день починається задовго до приходу в офіс. Перше, що він робить, вставши біля половини п'ятого ранку, — це моніторинг поточної ситуації на ринках, включаючи Європу і Японію, і перегляд економічних звітів, що дозволяють судити про економічну кон'юнктуру, яка впливає, в свою чергу, на ціни облігацій.
Білл Гросс є незмінним прихильником так званого підходу «top-down investing», при якому інвестор в першу чергу розглядає макроекономічні тенденції, далі переходить до галузевого аналізу і лише потім здійснює вибір конкретних об'єктів для вкладення коштів.